# クラシコ・デル・アスティジェーロ
クラシコ・デル・アスティジェーロ（スペイン語: Clásico del Astillero、造船所ダービー）またはクラシコ・エクアトリアーノ（スペイン語: Clásico Ecuatoriano、エクアドル・ダービー）は、エクアドルのグアヤキルに本拠地を置くサッカークラブである、バルセロナSCとCSエメレクの間で行われるローカル・ダービーのことである。エクアドルで最も歴史があり最も重要なダービーである。パルティード・インモルタル・デル・フトボル・エクアトリアーノ（スペイン語: El partido inmortal del fútbol Ecuatoriano、不朽の試合）と呼ばれることもある。

## 起源と背景
バルセロナとエメレクは古くからのライバルである。1943年8月22日、グアヤキル選手権の試合で初のダービーが行われ、ロスタイムにペドロ・ビジャルタが決勝点を挙げたバルセロナがエメレクを4-3で下した。エメレクのフォワード陣のシュートが何度も何度もポストを叩いたため、この試合はポストのダービー（The Derby of the Posts）として記憶されている。1948年、この対戦に対してエル・ウニベルソ紙がクラシコ・デル・アスティジェーロ（造船所ダービー）という名称を付けた。グアヤキルはエクアドル最大の港湾都市であり、特に造船業で知られている。1990年はダービーの歴史において特別な年であり、バルセロナはコパ・リベルタドーレス準々決勝でエメレクを下して準決勝に駒を進めた。国際サッカー連盟（FIFA）によって世界で最も白熱するダービーの1つであると認識されている。

## 出来事

### スタジアム破壊（2006年）
2006年4月30日、エメレクのホームスタジアムであるエスタディオ・ジョージ・カプウェルでその年2度目のダービーが行われた。前半を終えてエメレクが3-0とリードしていたが、後半が始まってから、サン・マルティンスタンドに陣取っていたバルセロナの「スル・オスクーラ」（邪悪な南部）が暴動を起こした。手始めに彼らは物をピッチに投げ入れ、そのうちのひとつが当たった副審が負傷。次に彼らは広告看板を壊し、さらには、ラジオ放送ブースに侵入してラジオ局の所有物を略奪し、前代未聞の醜態を晒した。スル・オスクーラが陣取る座席近くに座っていた一般の観客は、観衆の騒乱を避けるためにピッチに逃げ込むと、40人が負傷して9人の逮捕者が出た。試合は中断され、翌日に無観客の状態で再開するよう命じられた。翌日に再開された試合ではバルセロナが2点を追加したが、エメレクが3-2で逃げ切った。バルセロナがエメレクと対戦する際、スル・オスクーラは常に「El Capwell lo destrocé, lo destrocé, lo destrocé」（カプウェルは俺が破壊した、俺が破壊した、俺が破壊した）というチャントを歌う。

### 少年の死（2007年）
2007年9月16日にエスタディオ・モヌメンタル・イシドロ・ロメロ・カルボで行われたダービーの試合開始20分前、家族とともに観戦に来ていたエメレクサポーターの11歳の少年に発煙筒が直撃。「スル・オスクーラ」が陣取る南側スタンドから投げ込まれたものだった。発煙筒は少年の胸部を直撃し、肺や心臓を損傷して死去した。試合はそのまま開始されてエメレクのホルヘ・ラディネスが先制点を挙げたが、エメレクが1-0でリードしていた前半10分に中断延期された。

## メディア
このダービーは、エクアドル国内だけでなく国外のサッカーファンをも夢中にさせている。これに目を付けた映画製作会社のフィルマドーラ・パンアメリカーナは、1973年に「エル・デレーチョ・デ・ロス・ポブレス」というタイトルの映画を制作し、スペイン人俳優のエンリケ・ランバル、メキシコ人俳優のエンリケ・ロチャ、歴代最高のエクアドル人サッカー選手と見なされているアルベルト・スペンセル（この映画がデビュー作となった）などが出演した。

## ギャラリー

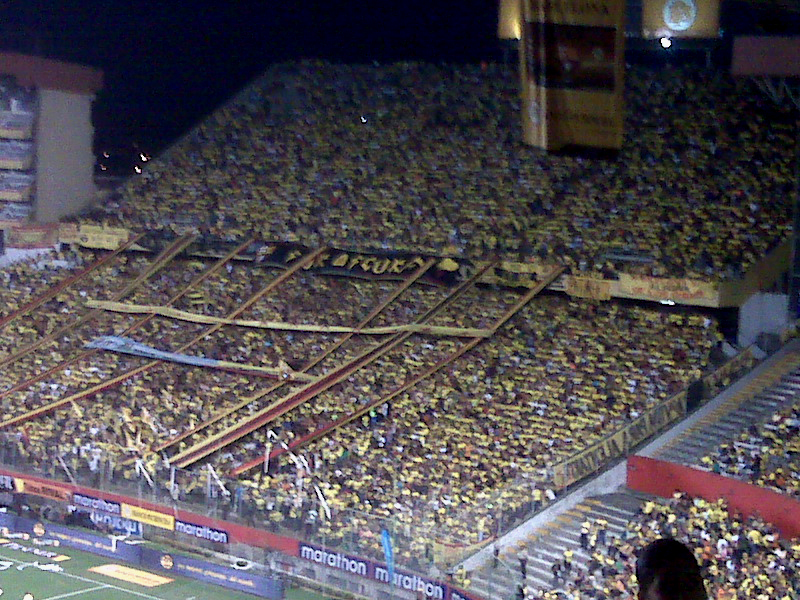
バルセロナのバーラ・ブラーバ（サポーター組織）である「スル・オスクーラ」
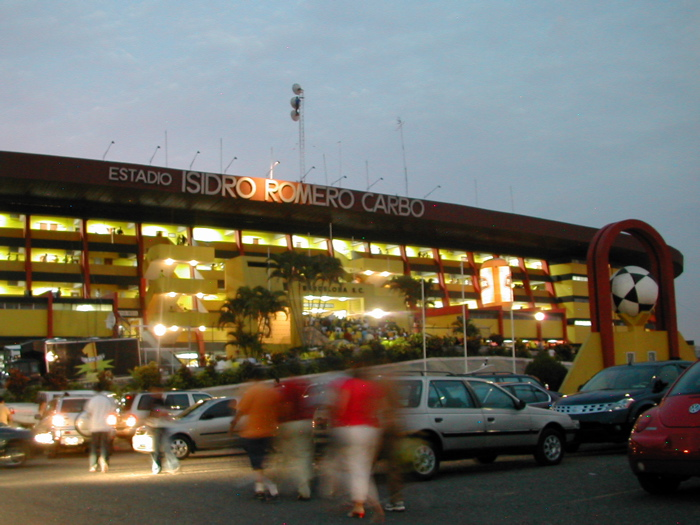
エスタディオ・モヌメンタル・イシドロ・ロメロ・カルボ
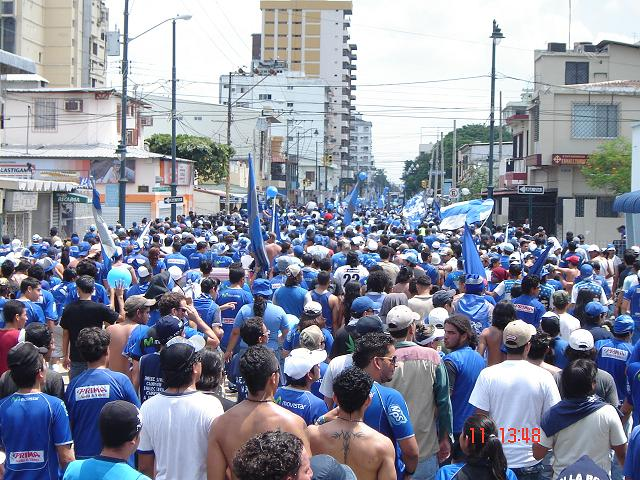
エメレクのバーラ・ブラーバである「ラ・ボカ・デル・ポソ」

## 統計
2012年6月12日時点
- 公式戦試合数 : 245試合[10]

カンペオナート・ナシオナル : 189試合
グアヤキル選手権 : 45試合
コパ・リベルタドーレス : 11試合
| 総試合数 | バルセロナ 勝利 | 引き分け | エメレク 勝利 | バルセロナ 得点 | エメレク 得点 |
| -------- | --------------- | -------- | ------------- | --------------- | ------------- |
| 245試合  | 85試合          | 86試合   | 74試合        | 281点           | 274点         |